# Ligne Gyeongbu
La ligne Gyeongbu (Gyeongbuseon) est une ligne de chemin de fer en Corée du Sud, l'une de ses plus anciennes et la plus fréquentée du pays. Construite en 1905, elle relie Séoul à Pusan via Suwon, Daejeon et Daegu.

## Histoire
En 1894-1895, l'empire du Japon et la Chine s'affronte lors de la première guerre sino-japonaise pour exercer leur influence sur la Corée. Après la guerre, le Japon étend grandement le réseau ferroviaire d'Asie du Nord-Est, ce qui l'a conduit à demander à l'Empire coréen le droit de construire une ligne de chemin de fer de Busan à Keijō. Cette ligne de chemin de fer était destinée à consolider les positions stratégiques du Japon vis à vis de la Russie, contre laquelle il entrerons plus tard en guerre. Les relevés topographiques ont commencé en 1896 et, malgré les protestations locales, les autorités coréennes ont accordé au Japon le droit de construire la ligne en 1898. La construction du chemin de fer a débuté le 20 août 1901, avec une cérémonie à Eitōho-ku, Keijō. La construction a été supervisée par le Japon, les populations locales étant réquisitionnés comme main d'œuvre et payés avec des coupons,.
Le Japon chercha également à maintenir son influence sur la péninsule coréenne en prenant le contrôle du projet de chemin de fer de Keigi qui devait continuer la voie plus vers le nord. Après le déclenchement de la guerre russo-japonaise, le Japon ignora la neutralité de la Corée et déplaça ses troupes à Incheon. Le Japon força également le gouvernement coréen à signer un accord cédant le contrôle du chemin de fer au autorités japonaises. Des bases militaires japonaises furent établies en lien avec le chemin de fer, la plus grande d'entre elles étant à côté de la gare de Ryūzan à Keijō.
La ligne de Gyeongbu a été inaugurée publiquement le 1er janvier 1905 sous le nom de Keibu Railway (京釜鐵道, Keibu tetsudō),. Au moment de l'inauguration il fallait 17 heures et 4 minutes pour relier Seodaemun à Choryang. En avril 1906, le temps de trajet a été réduit à 11 heures, tandis que la vitesse maximale était de 60 km/h. La ligne est devenue l'artère principales des transports en Corée sous la domination japonaise. Après l'invasion japonaise de la Mandchourie, la ligne a été traversée par des trains directs de Busan à Andong (aujourd'hui Dandong) à partir du 1er avril 1933. À partir du 1er décembre 1936, les trains express de luxe Akatsuki circulaient sur la ligne à une vitesse maximale de 90 km/h et atteignirent le temps de trajet le plus court d'avant-guerre de 6 heures 45 minutes.
Les temps de trajet ont considérablement augmenté pendant le transport de fret et de troupes lors de la Seconde Guerre mondiale. Après la Seconde Guerre mondiale, un train express Séoul-Busan a été rétabli le 20 mai 1946, et nommé Chosun Liberator. Pendant la guerre de Corée, la ligne a permis le transport de troupes et de réfugiés. La ligne est restée déterminante dans le réseau ferroviaire de Corée du Sud, lorsque des locomotives diesel et la classe de train Mugunghwa-ho ont été introduites. Après le coup d'État de 1961, le Conseil suprême pour la reconstruction nationale a lancé le plan quinquennal de développement économique et social, qui comprenait le projet d'achever la construction du réseau ferroviaire, afin de favoriser la croissance économique. Sur la ligne Gyeongbu, ce plan a amené à une nouvelle classe de trains express appelée Jaegeon-ho, (train de la reconstruction) introduite le 15 mai 1962. Ces trains ont réduit pour la première fois les temps de trajet en dessous des de temps de trajet d'avant-guerre, reliant Séoul et Busan en 6 heures 10 minutes à une vitesse de pointe de 100 km/h.

À partir des années 1960, le développement du réseau routier a commencé à rendre la voiture plus attrayante et plus rapide. Bien que la vitesse de pointe des trains soit passée à 110 km/h et que le temps de trajet Séoul-Busan sur la ligne Gyeongbu ait été réduit à 4 heures 50 minutes le 10 juin 1969, sur l'autoroute de Gyeongbu, le temps de trajet n'était que de 4 heures à 4 heures 30 minutes. La Korean National Railroad a introduit la classe Saemaul-ho de trains express le 15 août 1974. Avec l'introduction de nouvelles locomotives diesel profilées puis de rame automotrice diesel dans le service Saemaul-ho, la vitesse de pointe a été augmentée à 140 km/h et le temps de trajet a été réduit à 4 heures 10 minutes.

Sur la ligne
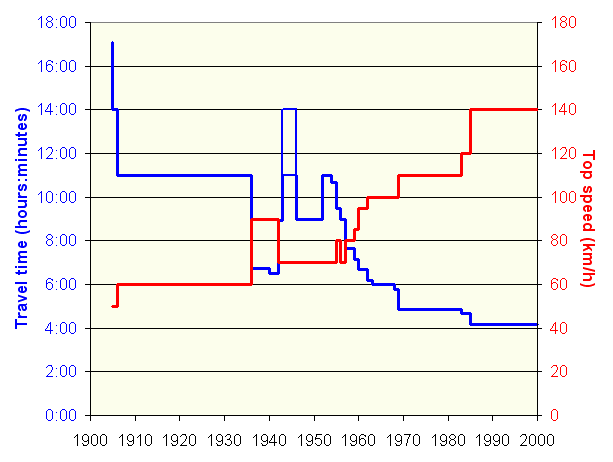
Évolution des temps de voyage entre Séoul et Pusan, ainsi que des vitesses de pointe.
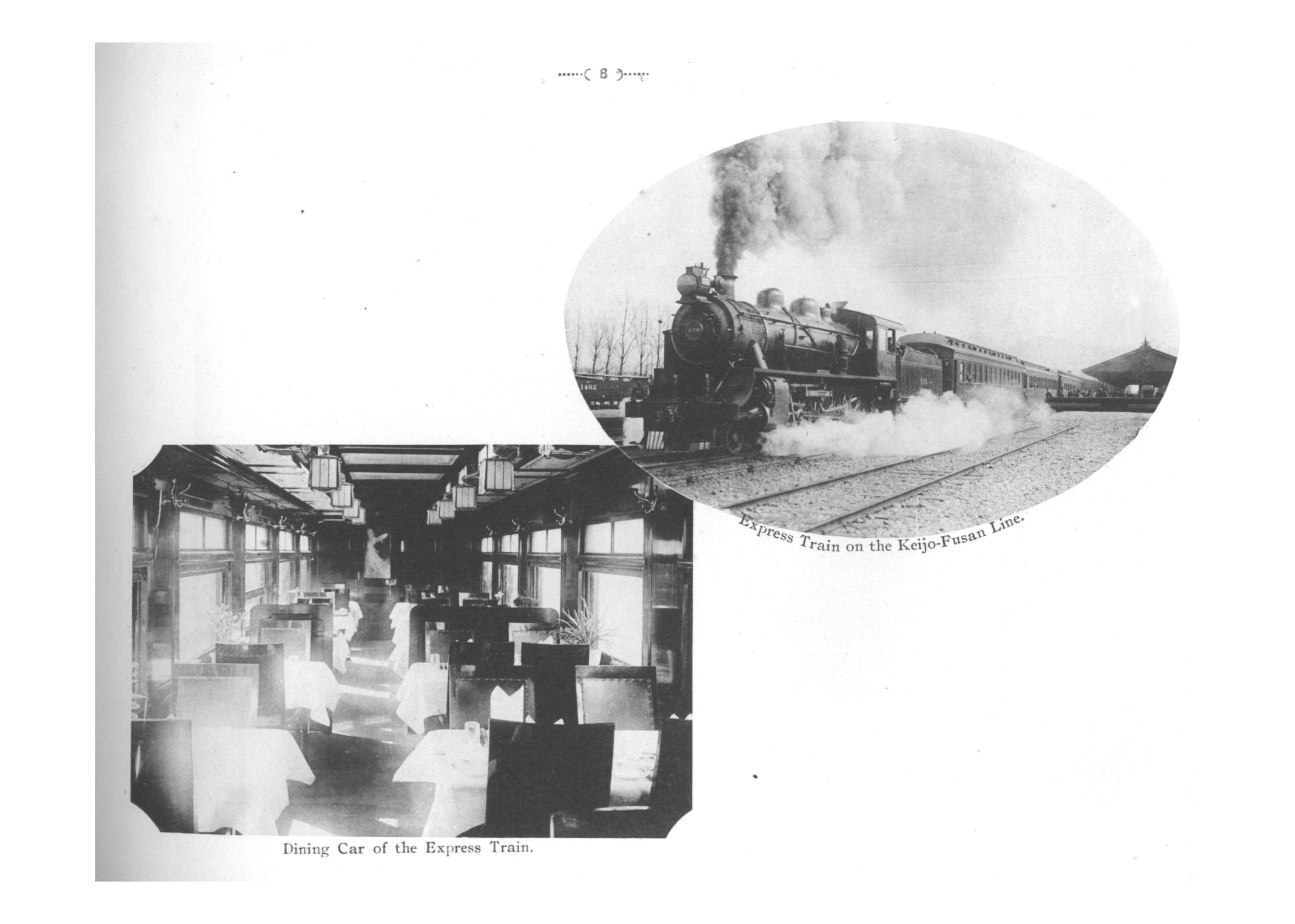
Train express sur la ligne et voiture-restaurant, environ 1921.

## Infrastructure

### Ligne
Entièrement électrifiée en 25 kV 60 Hz, elle fait la connexion depuis la  gare de Séoul, vers Suwon, Daejeon, Daegu et Busan.

### Gares, haltes et arrête
- Gare d'Anyang
- Gare de Daejeon
- Gare de Yeongdeungpo
- Gare de Cheonan